# Orlando Beltrán
Pour les articles homonymes, voir Beltran.
Orlando Beltrán Cuéllar (15 décembre 1957 à Neiva dans le département de Huila en Colombie - ) est un ingénieur et homme politique colombien.
Il a été enlevé par les FARC  alors qu'il travaillait comme représentant à la chambre des députés pour le département de Huila, au nom du Parti libéral colombien.

## Enlèvement
Le 28 août 2001, Orlando Beltran Cuéllar circulait à bord d'une camionnette en compagnie de Augusto Rivera, Jesús María Rodríguez et César Augusto González. Il devait se rendre au centre du département de Huila. La voiture fut interceptée par un commando de la guérilla, qui apprit l'identité d'Orlando Beltran et le séquestra.

## Libération
Beltrán Cuéllar fut libéré le 28 février 2008 en même temps que Jorge Géchem Turbay, Luis Eladio Pérez et Gloria Polanco, dans un geste de bonne volonté de la guérilla. Les coordonnées du lieu de leur libération furent transmises au gouvernement du président vénézuélien Hugo Chávez et à la sénatrice colombienne Piedad Cordoba. Le gouvernement vénézuélien se chargea donc de la récupération des otages.